# 詹姆斯·朱特
詹姆斯·朱特（英語：James Judd，1949年10月30日—）是英國指挥家。他從倫敦聖三一音樂學院（Trinity College）畢業。朱特是克里夫蘭管弦樂團助理指揮，並擔任歐盟青年交響樂團音樂總監。
從1999年到2007年，他擔任新西蘭交響樂團音樂總監，新西蘭交響樂團指揮。

## 作品節選

### 商業錄音
- Zamfir, Gheorghe (panpipes). . 420 938-2 (CD) (W.-Germany: Philips).

## 外部連結
- James Judd official website （页面存档备份，存于）
- 詹姆斯·朱特的Discogs页面（英文）
- James Judd biography and discography at Naxos.com （页面存档备份，存于）
- NZSO biography of Judd
- CAMI agency biography of Judd[]